# Julius Baker
Julius Baker (Cleveland, 23 settembre 1915 – Danbury, 6 agosto 2003) è stato un flautista statunitense, acclamato come uno dei più grandi flautisti della sua generazione.

## Biografia
Iniziò lo studio del flauto all'età di nove anni sotto la guida del padre ed successivamente studiò con August Caputo e Robert Morris. Frequentò la Eastman School of Music sotto gli insegnamenti di Leonardo De Lorenzo, e in seguito il Curtis Institute of Music. Dopo aver terminato gli studi nel 1937, Baker tornò nella città natale ottenendo il posto di secondo flauto nell'Orchestra di Cleveland diretta da Artur Rodziński e poi militò nelle orchestre sinfoniche di Pittsburgh, Chicago, New York, Columbia.
Durante gli anni '40 Baker collaborò con il suo amico John Serry mentre lavorava al Columbia Broadcasting System di New York City. Baker inoltre ha registrato parecchie composizioni per il flauto solista che furono compose per lui da Serry. (La Culebra & African Bolero).  

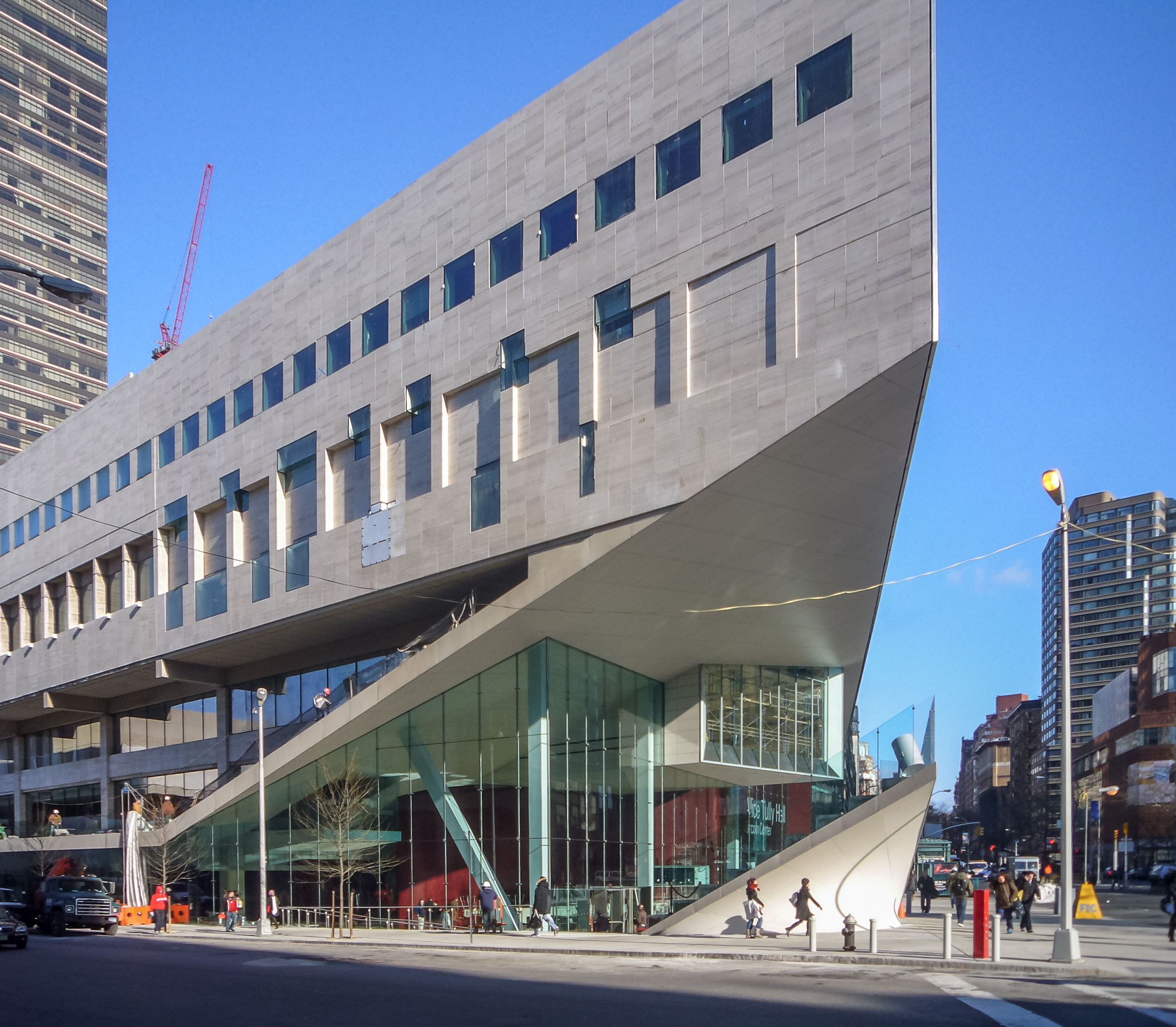
Juilliard School - Alice Tully Hall

Fu uno dei fondatori dell'ensemble "Bach Aria Group" che esegue brani di Bach, nel quale militò dal 1946 al 1964. Baker partecipò anche alla realizzazione di  colonne sonore cinematografiche, tra cui quella del film Saranno famosi e dei film d'animazione Disney La sirenetta e La bella e la bestia.
Baker ha anche collaborato con i membri della New York Philharmonic, il pianista Glenn Gould e il violinista Rafael Druian in una registrazione del Concerti brandeburghesi  N. 4 in Sol maggiore, BWV 1049 di Johann Sebastian Bach. 
Attivo anche come insegnante, fu docente negli istituti Juilliard School, Curtis Institute of Music e Carnegie Mellon University.
Nel 1997 e 1999 fu membro della giuria del Concorso Internazionale di flauto "Leonardo De Lorenzo", organizzato ogni due anni nel comune di Viggiano, provincia di Potenza.
Morì a Danbury all'età di 87 anni.